# Opatija, Primorsko-goranska županija
Opatija (italijansko Abbazia) je občina in znano istrsko turistično mesto na Hrvaškem ter letovišče s pristaniščem v Kvarnerskem zalivu pod Učko, upravno spada v Primorsko-goransko županijo, leži pa na skrajnem severovzhodnem delu  istrskega polotoka in vključuje ribiško in turistično naselje in pristanišče Volosko. 

## Izvor imena
Ime Opatija izvira iz poimenovanja benediktinske opatije sv. Jakova (Jakoba; nemško ime mesta je Sankt Jakobi) ki je prvič omenjena leta 1453. Ohranjena je samo še cerkev, ki je bila obnovljena pred drugo svetovno vojno.

## Geografija
Kraj leži pod Učko ob glavni cesti Reka – Pulj, okoli 13 km zahodno od Reke. Posebnost Opatije je 11 km dolgo obalno sprehajališče pod cipresami, hrasti in palmami Voloskega skozi Opatijo do Lovrana.

## Naselja
Občino Opatija sestavlja 10 naselij (stanje leta 2006), to so: Dobreć, Gornje Selo, Ičići, Ika, Opatija, Oprič, Pobri, Poljane, Vela Učka in Veprinac. 

## Prebivalstvo
Po popisu iz leta 2021 ima mesto kot upravno območje (hrv. Grad Opátija) 10.661 prebivalcev, v samem mestu – naselju Opatija pa skoraj pol manj, 5.715.
Pri popisu prebivalstva leta 2001 je v občini živelo še 12.719 prebivalcev, v samem mestu pa 7.850. Od skupnega števila  je bilo 86,9% Hrvatov. Od narodnih manjšin bivše Jugoslavije je bilo 2,67% Srbov in 2,13% Slovencev. Leta 1921 je bilo v Opatiji od dobrih 5000 prebivalcev 41% Hrvatov, 36% Slovencev in 19% Italijanov.
| 1857 | 1869 | 1880 | 1890 | 1900 | 1910 | 1921 | 1931 | 1948 | 1953 | 1961 | 1971 | 1981 | 1991 | 2001 | 2011 | 2021 |
| 1546 | 1073 | 1313 | 2596 | 4132 | 6552 | 5062 | 6233 | 6975 | 6830 | 7974 | 8995 | 9536 | 9073 | 7850 | 6657 | 5701 |

## Gospodarstvo
Glavna gospodarska dejavnost v Opatiji je turizem. V času Jugoslavije je bil znan Opatijski festival zabavne glasbe.

## Zgodovina
Na območju današnje Opatije je obstajalo naselje že v času antike. Sedanje naselje se je razvilo ob nekdanji opatiji, ki se prvič omenja leta 1453. Od kasneje porušenega samostana se je ohranila samo cerkev sv. Jakova, ki je bila postavljena leta 1506, pregrajena 1774 in leta 1939 razširjena.
Razvoj moderne Opatije se prične 1844, ko so speljali cesto do Reke in v parku, zasejenim s tropskimi rastlinami, zgradili vilo Angiolina. Razvoj sta pospešili še železniški povezavi Reke preko Ljubljane z Dunajem in Reke z Zagrebom.

## Konzulati
- Nizozemska

## Znane osebnosti
- Janez Lenassi (1927–2008), slovenski kipar
- John Erich Liebmann (1937–2003), kapitan fregate ameriške mornarice, poveljnik USS Talbot

- Rudolf Wrus (1871–1950), astronom in hotelir
- Harold Hans Liebmann (1895–1950), slikar in plesalec
- Lola Auguste Liebmann (1907–1991), plesalka
- Anton Nanut (1932–2017), slovenski dirigent
- Lojze Dolinar (1893–1970), slovenski kipar
- Matjaž Kek (* 1961), nogometni igralec in trener
- Vanda Ekl (1920–1993), umetnostna zgodovinarka in literarni kritik

## Pobratena mesta
- Italija, Castel San Pietro Terme, Emilia-Romagna
- Italija, Carmagnola, Piemont
- Madžarska Balatonfüred
- Slovenija Ilirska Bistrica
- Avstrija Bad Ischl